# Szwajcaria na Zimowych Igrzyskach Olimpijskich 1948
Szwajcarię na Zimowych Igrzyskach Olimpijskich 1948 reprezentowało 70 zawodników: 59 mężczyzn i jedenaście kobiet. Był to piąty start reprezentacji Szwajcarii na zimowych igrzyskach olimpijskich.

## Zdobyte medale
| Medal  | Zawodnik | Dyscyplina            | Konkurencja               | Rezultat    |
| ------ | --- | --------------------- | ------------------------- | ----------- |
| Złoto  | Felix Endrich, Friedrich Waller | Bobsleje              | Dwójki mężczyzn           | 5:29,20 min |
| Złoto  | Edy Reinalter | Narciarstwo alpejskie | slalom specjalny mężczyzn | 2:10,3 min  |
| Złoto  | Hedy Schlunegger | Narciarstwo alpejskie | zjazd kobiet              | 2:28,3 min  |
| Srebro | Fritz Feierabend, Paul Eberhard | Bobsleje              | Dwójki mężczyzn           | 5:30,4 min  |
| Srebro | Hans Gerschwiler | Łyżwiarstwo figurowe  | Soliści                   | 181,122 pkt |
| Srebro | Karl Molitor | Narciarstwo alpejskie | Kombinacja mężczyzn       | 6,44 pkt    |
| Srebro | Antoinette Meyer | Narciarstwo alpejskie | slalom specjalny kobiet   | 1:57,7 min  |
| Brąz   | Hans Bänninger, Reto Perl, Emil Handschin, Ferdinand Cattini, Hans Cattini, Hanggi Boller, Hans Dürst, Walter Paul Dürst, Bibi Torriani, Gebhard Poltera, Ulrich Poltera, Hans-Martin Trepp, Beat Rüedi, Fredi Bieler, Heini Lohrer, Werner Lohrer, Otto Schubiger | Hokej na lodzie       | turniej mężczyzn          |             |
| Brąz   | Karl Molitor | Narciarstwo alpejskie | zjazd mężczyzn            | 3:00,3 min  |
| Brąz   | Rolf Olinger | Narciarstwo alpejskie | zjazd mężczyzn            | 3:00,3 min  |

## SKład kadry

### Biegi narciarskie
Mężczyźni
| Zawodnik                                              | Konkurencja        | czas    | Pozycja |
| ----------------------------------------------------- | ------------------ | ------- | ------- |
| Edy Schild                                            | Bieg na 18 km      | 1:22:15 | 20.     |
| Niklaus Stump                                         | Bieg na 18 km      | 1:22:15 | 20.     |
| Max Müller                                            | Bieg na 18 km      | 1:22:40 | 25.     |
| Robert Zurbriggen                                     | Bieg na 18 km      | 1:22:51 | 26.     |
| Theo Allenbach                                        | Bieg na 18 km      | 1:23:54 | 30.     |
| Alfons Supersaxo                                      | Bieg na 18 km      | 1:24:29 | 34.     |
| Karl Bricker                                          | Bieg na 18 km      | 1:25:47 | 41.     |
| Gottlieb Perren                                       | Bieg na 18 km      | 1:26:27 | 43.     |
| Edy Schild                                            | Bieg na 50 km      | 4:05,37 | 6.      |
| Max Müller                                            | Bieg na 50 km      | 4:30,51 | 17.     |
| Louis Bourban                                         | Bieg na 50 km      | 4:33,50 | 19.     |
| Niklaus Stump Robert Zurbriggen Max Müller Edy Schild | Sztafeta 4 x 10 km | 2:48:07 | 5.      |

### Bobsleje
Mężczyźni
| Osada | Zawodnik                                                   | Konkurencja | Ślizg 1 | Ślizg 2 | Ślizg 3 | Ślizg 4 | Łącznie | Pozycja |
| ----- | ---------------------------------------------------------- | ----------- | ------- | ------- | ------- | ------- | ------- | ------- |
| SUI-1 | Fritz Feierabend Paul Eberhard                             | Dwójki      | 1:23,7  | 1:24,0  | 1:21,4  | 1:21,3  | 5:30,4  | srebro  |
| SUI-2 | Felix Endrich Fritz Waller                                 | Dwójki      | 1:22,4  | 1:22,7  | 1:21,7  | 1:22,4  | 5:29,2  | złoto   |
| SUI-1 | Fritz Feierabend Fritz Waller Felix Endrich Heinrich Angst | Czwórki     | 1:16,9  | 1:21,2  | 1:22,3  | 1:21,7  | 5:22,1  | 4.      |
| SUI-2 | Franz Kapus Bernhard Schilter Paul Eberhard Werner Spring  | Czwórki     | 1:17,6  | 1:20,8  | 1:22,3  | 1:24,7  | 5:25,4  | 8.      |

### Hokej na lodzie
Reprezentacja mężczyzn
| - Hans Bänninger - Reto Perl - Emil Handschin - Ferdinand Cattini - Hans Cattini - Hanggi Boller - Hans Dürst - Walter Paul Dürst - Bibi Torriani |  | - Gebhard Poltera - Ulrich Poltera - Hans-Martin Trepp - Beat Rüedi - Fredi Bieler - Heini Lohrer - Werner Lohrer - Otto Schubiger |

Reprezentacja Szwajcarii zajęła 3. miejsce.

### Tabela końcowa
| Drużyna           | M | Mecze | Mecze | Mecze | Bramki | Bramki | Bramki | Pkt | Uwagi           |
| Drużyna           | M | W     | R     | P     | +      | -      | +/-    | Pkt | Uwagi           |
| ----------------- | - | ----- | ----- | ----- | ------ | ------ | ------ | --- | --------------- |
| Kanada            | 8 | 7     | 1     | 0     | 69     | 5      | +64    | 15  |                 |
| Czechosłowacja    | 8 | 7     | 1     | 0     | 80     | 18     | +62    | 15  |                 |
| Szwajcaria        | 8 | 6     | 0     | 2     | 67     | 21     | +46    | 12  |                 |
| Szwecja           | 8 | 4     | 0     | 4     | 55     | 28     | +27    | 8   |                 |
| Wielka Brytania   | 8 | 3     | 0     | 5     | 39     | 47     | -8     | 6   |                 |
| Polska            | 8 | 2     | 0     | 6     | 29     | 97     | -68    | 4   |                 |
| Austria           | 8 | 1     | 0     | 7     | 33     | 77     | -44    | 2   |                 |
| Włochy            | 8 | 0     | 0     | 8     | 24     | 156    | -132   | 0   |                 |
| Stany Zjednoczone | 8 | 5     | 0     | 3     | 86     | 33     | +53    | 10  | Dyskwalifikacja |

Wyniki
| 30 stycznia 1948 | Szwajcaria | 5:4 | Stany Zjednoczone |  |

|  |  |  |  |  |

| 31 stycznia 1948 | Szwajcaria | 16:0 | Włochy |  |

|  |  |  |  |  |

| 1 lutego 1948 | Szwajcaria | 12:2 | Austria |  |

|  |  |  |  |  |

| 4 lutego 1948 | Szwajcaria | 12:3 | Wielka Brytania |  |

|  |  |  |  |  |

| 5 lutego 1948 | Szwajcaria | 8:2 | Szwecja |  |

|  |  |  |  |  |

| 6 lutego 1948 | Szwajcaria | 14:0 | Polska |  |

|  |  |  |  |  |

| 7 lutego 1948 | Czechosłowacja | 7:1 | Szwajcaria |  |

|  |  |  |  |  |

| 8 lutego 1948 | Kanada | 3:0 | Szwajcaria |  |

|  |  |  |  |  |

### Kombinacja norweska
Mężczyźni
| Zawodnik         | Konkurencja   | Bieg narciarski | Bieg narciarski | Bieg narciarski | Skoki narciarskie | Skoki narciarskie | Skoki narciarskie | Skoki narciarskie | Skoki narciarskie | Łącznie | Pozycja |
| Zawodnik         | Konkurencja   | Czas biegu      | Pozycja         | Punkty          | Skok 1            | Skok 2            | Skok 3            | Punkty            | Pozycja           | Łącznie | Pozycja |
| ---------------- | ------------- | --------------- | --------------- | --------------- | ----------------- | ----------------- | ----------------- | ----------------- | ----------------- | ------- | ------- |
| Niklaus Stump    | Indywidualnie | 1:22:15         | 7.              | 208,50          | 65,5              | 63,5 (upadek)     | 60,0              | 213,0             | 5.                | 421,50  | 4.      |
| Alfons Supersaxo | Indywidualnie | 1:24:29         | 16.             | 196,50          | 63,0              | 57,0              | 61,5              | 203,9             | 13.               | 400,40  | 13.     |
| Theo Allenbach   | Indywidualnie | 1:23:54         | 12.             | 199,50          | 52,5              | 52,0              | 50,0              | 176,6             | 32.               | 376,1   | 17.     |
| Gottlieb Perren  | Indywidualnie | 1:26:27         | 20.             | 186,00          | 56,0              | 57,5              | 56,5              | 187,8             | 26.               | 373,8   | 18.     |

### Łyżwiarstwo figurowe
| Zawodnik               | Konkurencja   | Nota    | Pozycja |
| ---------------------- | ------------- | ------- | ------- |
| Maya Hug               | Solistki      | 141,522 | 15.     |
| Lotti Höner            | Solistki      | 134,211 | 23.     |
| Doris Blanc            | Solistki      | 122,622 | 25.     |
| Hans Gerschwiler       | Soliści       | 181,122 | srebro  |
| Karl Enderlin          | Soliści       | 154,244 | 14.     |
| Luny Unold Hans Kuster | Pary sportowe | 9,281   | 12.     |

### Łyżwiarstwo szybkie
Mężczyźni
| Zawodnik           | Konkurencja   | Konkurencja   | Konkurencja    | Konkurencja    | Konkurencja    | Konkurencja    | Konkurencja      | Konkurencja      |
| Zawodnik           | Bieg na 500 m | Bieg na 500 m | Bieg na 1500 m | Bieg na 1500 m | Bieg na 5000 m | Bieg na 5000 m | Bieg na 10 000 m | Bieg na 10 000 m |
| Zawodnik           | Czas          | Miejsce       | Czas           | Miejsce        | Czas           | Miejsce        | Czas             | Miejsce          |
| ------------------ | ------------- | ------------- | -------------- | -------------- | -------------- | -------------- | ---------------- | ---------------- |
| Hanspeter Vogt     |               |               | 2:30,9         | 34.            |                |                |                  |                  |
| Sepp Rogger        |               |               | 2:34,7         | 43.            | 9:29,3         | 34.            |                  |                  |
| Rudolf Kleiner     | 47,8          | 39.           | 2:33,0         | 42.            |                |                |                  |                  |
| Heinz Hügelshofer  |               |               |                |                | 9:28,6         | 33.            |                  |                  |
| Alfred Altenburger |               |               |                |                | 9:40,6         | 39.            |                  |                  |

### Narciarstwo alpejskie
Mężczyźni
Zjazd
| Zawodnik         | Czas                     | Miejsce                  |
| ---------------- | ------------------------ | ------------------------ |
| Karl Molitor     | 3:00,3                   | brąz                     |
| Ralph Olinger    | 3:00,3                   | brąz                     |
| Fernand Grosjean | 3:03,1                   | 8.                       |
| Adolf Odermatt   | 3:06,4                   | 11.                      |
| Romedi Spada     | 3:09,2                   | 18.                      |
| Edy Reinalter    | 3:11,0                   | 22.                      |
| Alfred Stäger    | Nie ukończył konkurencji | Nie ukończył konkurencji |

Slalom specjalny
| Zawodnik          | Czas 1. przejazdu      | Czas 2. przejazdu | Łączny czas              | Pozycja                  |
| ----------------- | ---------------------- | ----------------- | ------------------------ | ------------------------ |
| Edy Reinalter     | 1:07,7                 | 1:02,6            | 2:10,3                   | złoto                    |
| Karl Molitor      | 1:10,2                 | 1:06,0            | 2:16,2                   | 8.                       |
| Georges Schneider | 1:11,9                 | 1:06,5            | 2:18,4                   | 13.                      |
| Karl Gamma        | Nie ukończył przejazdu | -                 | Nie ukończył konkurencji | Nie ukończył konkurencji |

Kombinacja
| Zawodnik         | Zjazd  | Zjazd   | Zjazd  | Slalom            | Slalom            | Slalom  | Slalom | Łącznie | Łącznie |
| Zawodnik         | Czas   | Pozycja | Punkty | Czas 1. przejazdu | Czas 2. przejazdu | Pozycja | Punkty | Punkty  | Pozycja |
| ---------------- | ------ | ------- | ------ | ----------------- | ----------------- | ------- | ------ | ------- | ------- |
| Karl Molitor     | 3:00,3 | 2.      | 3,09   | 1:14,0            | 1:08,5            | 6.      | 3,35   | 6,44    | srebro  |
| Edy Reinalter    | 3:11,0 | 16.     | 8,83   | 1:16,3            | 1:05,8            | 4.      | 3,18   | 12,01   | 10.     |
| Adolf Odermatt   | 3:06,4 | 7.      | 6,51   | 1:19,8            | 1:15,8            | 19.     | 9,13   | 15,64   | 15.     |
| Fernand Grosjean | 3:03,1 | 4.      | 4,52   | 1:19,6            | 1:22,7            | 30.     | 12,09  | 16,61   | 16.     |

Kobiety
Zjazd
| Zawodnik         | Czas   | Miejsce |
| ---------------- | ------ | ------- |
| Hedy Schlunegger | 2:28,3 | złoto   |
| Lina Mittner     | 2:31,2 | 5.      |
| Rosmarie Bleuer  | 2:33,3 | 9.      |
| Antoinette Meyer | 2:35,4 | 11.     |
| Irène Molitor    | 2:37,2 | 14.     |
| Olivia Ausoni    | 2:45,1 | 24.     |

Slalom specjalny
| Zawodnik         | Czas 1. przejazdu | Czas 2. przejazdu | Łączny czas | Pozycja |
| ---------------- | ----------------- | ----------------- | ----------- | ------- |
| Antoinette Meyer | 57,0              | 1:00,7            | 1:57,7      | srebro  |
| Renée Clerc      | 1:03,8            | 1:02,0            | 2:05,8      | 5.      |
| Rosmarie Bleuer  | 1:06,2            | 1:04,4            | 2:10,6      | 13.     |
| Olivia Ausoni    | 1:18,7            | 59,9              | 2:18,6      | 17.     |

Kombinacja
| Zawodnik         | Zjazd  | Zjazd   | Zjazd  | Slalom            | Slalom            | Slalom  | Slalom | Łącznie | Łącznie |
| Zawodnik         | Czas   | Pozycja | Punkty | Czas 1. przejazdu | Czas 2. przejazdu | Pozycja | Punkty | Punkty  | Pozycja |
| ---------------- | ------ | ------- | ------ | ----------------- | ----------------- | ------- | ------ | ------- | ------- |
| Rosmarie Bleuer  | 2:33,3 | 9.      | 3,20   | 1:05,5            | 1:03,8            | 6.      | 5,60   | 8,80    | 6.      |
| Hedy Schlunegger | 2:28,3 | 1.      | 0,00   | 1:11,4            | 1:07,1            | 15.     | 10,20  | 10,20   | 8.      |
| Lina Mittner     | 2:31,2 | 5.      | 1,79   | 1:03,3            | 1:16,3            | 17.     | 10,75  | 12,54   | 14.     |
| Olivia Ausoni    | 2:45,1 | 19.     | 10,62  | 1:44,4            | 1:08,5            | 27.     | 27,40  | 38,02   | 26.     |

### Skeleton
Mężczyźni
| Zawodnik              | Ślizg 1             | Ślizg 2 | Ślizg 3 | Ślizg 4             | Ślizg 5 | Ślizg 6             | Łącznie                  | Pozycja                  |
| --------------------- | ------------------- | ------- | ------- | ------------------- | ------- | ------------------- | ------------------------ | ------------------------ |
| Gottfried Kägi        | 48,9                | 48,8    | 48,7    | 1:00,8              | 1:01,6  | 1:01,1              | 5:29,9                   | 5.                       |
| Milo Bigler           | 48,4                | 48,4    | 48,7    | 2:00,2              | 1:02,1  | Nie ukończył ślizgu | Nie ukończył konkurencji | Nie ukończył konkurencji |
| Dialma Baselgia       | 49,2                | 49,0    | 48,6    | Nie ukończył ślizgu | -       | -                   | Nie ukończył konkurencji | Nie ukończył konkurencji |
| Christian Fischbacher | Nie ukończył ślizgu | -       | -       | -                   | -       | -                   | Nie ukończył konkurencji | Nie ukończył konkurencji |

### Skoki narciarskie
Mężczyźni
| Skoczek            | Skok 1    | Skok 2    | Nota  | Pozycja |
| Skoczek            | odległość | odległość | Nota  | Pozycja |
| ------------------ | --------- | --------- | ----- | ------- |
| Fritz Tschannen    | 64,5      | 66,0      | 214,8 | 9.      |
| Hans Zurbriggen    | 61,0      | 67,0      | 214,0 | 10.     |
| Willi Klopfenstein | 60,0      | 62,5      | 209,3 | 13.     |
| Andreas Däscher    | 61,0      | 61,0      | 203,8 | 17.     |